# 明治文学全集
明治文学全集（明治文學全集、めいじぶんがくぜんしゅう）は、1965年（昭和40年）から1989年（平成元年）にかけ筑摩書房で刊行した明治期日本の文学叢書（全100巻）。

## 概要
全99巻＋別巻1（総索引）で、戦後刊では有数の規模の文学叢書である。「文学全集」と銘打っているものの収録対象は幅広く、一部思想家の著作を含んだ、開化期から明治末年の初期白樺派に至るまでの文芸全般の基礎文献を対象としており、巻構成は作家別を主としているが、全巻中約30数巻は、テーマ別・文学流派別での構成である。
版型サイズはA5判・2段組。北村透谷や樋口一葉などは、ほぼ全作品を収録し、志賀直哉・永井荷風など、大正・昭和期にまたがり執筆活動した作家は、明治期のみ作品を収録となっている。
各巻末には〈研究篇〉が設けられ、同時代の回想や注目すべき文献が収められると同時に、収録作家の年譜も付載されている（各巻ごとに、※をもってそれを示した）。さらに最終2巻分が、番外編で「明治文学回顧録集」に充てられるなど、単なる作品鑑賞のみならず文学史研究にも資する内容となっている。
第1回配本は1965年2月刊の第27巻『森鴎外』。1978年に版元の筑摩書房が倒産し会社更生法適用を挟みつつ、刊行を継続（世評ではこの全集の刊行が経営圧迫の一因となったといわれた）、1983年8月の第62巻『明治漢詩文集』刊行をもって一応完結した。
約6年を経て昭和が終わり間もない1989年2月に別巻『総索引』が刊行完結、これにより第37回菊池寛賞を受賞した。
2013年にカバー版で新装復刊した。併せて『明治への視点　『明治文學全集』月報より』（筑摩選書、2013年）が刊行した。
先行の叢書として知られる『明治文化全集』（日本評論社、現行版は全28巻）が、幅広く文化史全般の文献を収録しているのに対し、この全集は分野を絞りこんだ巻構成になっている。なお「明治文化全集」編集主体となった明治文化研究会からは木村毅・柳田泉・西田長寿・大久保利謙らが編集参加している。

## 全巻の構成
1. 明治開化期文学集（一） - 假名垣魯文篇（萬國航海西洋道中膝栗毛／牛店雜談安愚樂鍋／河童相傳胡瓜遣／大洋新話蛸入道魚説教）／万亭応賀篇（當世利口女／分限正札智惠秤／青樓半化通／近世惘蝦蟇）／梅亭金鵞篇（寄笑新聞）／條野採菊・染崎延房篇（近世紀聞（抄））／松村春輔篇（開明小説春雨文庫）／久保田彦作篇（鳥追阿松海上新話）※明治新政府文藝政策の一端（柳田泉）／幕末開化期文學研究（興津要）／解題（興津要）／略歴（興津要編）
2. 明治開化期文学集（二） - 假名垣魯文篇（高橋阿傳夜刃譚）／岡本起泉篇（嶋田一郎梅雨日記／澤村田之助曙草紙）／前田香雪篇（金之助の話説）／高畠藍泉篇（巷説兒手柏／蝶鳥紫山裙模様）／武田交来篇（冠松眞土夜暴動）／宇田川文海篇（勤王佐幕巷説二葉松）／古川魁蕾篇（淺尾よし江の履歴）／菊亭香水篇（惨風悲雨世路日記）※新舊過渡期の囘想（坪内逍遙）／明治初期に於ける戲作者（野崎左文）／「つづき物」の研究（興津要）／解題（興津要）／略歴（興津要編）／參考文獻（興津要編）／明治開化期文學年表（興津要編）
3. 明治啓蒙思想集 - 西周篇（百一新論／復某氏書／隨筆／百學連環　總論／『明六雜誌』より／『東京學士會院雜誌』より／社會黨論ノ説／兵家徳行）／津田眞道篇（天外獨語／泰西法學要領／“公議所議案集”／『明六雜誌』より／『東京學士會院雜誌』より／如是我觀）／杉亨二篇（『明六雜誌』より）／加藤弘之篇（民選議院ヲ設立スルノ疑問／“馬城臺二郎ニ答フル書”／『明六雜誌』より／國體新論／人權新説）／神田孝平篇（農商辨／會議法則案／褒功私説／日本國當今急務五ケ條の事／論重板／江戸市中改革仕方案／人心一致説／“公議所議案集”／田税改革議／“民會規則”／『明六雜誌』より／『東京學士會院雜誌』より）／森有禮篇（航魯紀行／“洋學教育ニ關スル上書”／“公議所議案集”／『明六雜誌』より／教育論／學政片言／學政要領／“兵式體操ニ關スル上奏案”）／箕作麟祥篇（『明六雜誌』より／國政轉變變ノ論）／中村正直篇（留學奉願候存寄書付／敬天愛人説／擬泰西人上書／“序跋文集”／『明六雜誌』より／『同人社文學雜誌』より／『東京學士會院雜誌』より／報償論／愛敬歌／自叙千字文）／西村茂樹篇（『明六雜誌』より／東西政事主義の異同／公衆の思想／日本弘道會の改稱に付きて一言す／『東京學士會』）
4. 成島柳北・服部撫松・栗本鋤雲集 - 成島柳北集（柳橋新誌／柳北奇文／柳北仙史熱海文薮／辟易賦／後辟易賦／花月新誌題言／鴨東新誌（京猫一斑）／墨水烟火ノ記／航薇日記／航西日乘）／服部撫松集（東京新繁昌記／東京新繁昌記後編／教育小説稚兒櫻）／栗本鋤雲集（匏菴十種“鉛筆紀聞・曉窓追録”／匏菴十種（抄）／匏菴遺稿（抄）／箱舘叢記／七重村藥園起原／養蠶起源）※柳北仙史の柳橋新誌につきて（永井荷風）／服部撫松傳（三木愛花）／栗本鋤雲翁四十六囘忌に（島崎藤村）／栗本鋤雲（龜井勝一郎）／解題（塩田良平）／年譜（大野光次編）／參考文獻（大野光次編）／詳細目次
5. 明治政治小説集（一） - 戸田欽堂篇（民權演義情海波瀾）／桜田百衛篇（佛國革命起源西の洋血潮の暴風）／宮崎夢柳篇（佛蘭西革命記自由の凱歌（抄）／虚無黨實傳記鬼啾啾）／坂崎紫瀾篇（天下無雙人傑海南第一傳奇汗血千里駒）／小室信介篇（自由艶舌女文章）／須藤南翠篇（處世寫眞緑簑談）※政治小説の一般（柳田泉）／解題（柳田泉）
6. 明治政治小説集（二） - 東海散士篇（佳人之奇遇（抄）） - 末廣鐡膓篇（政治小説雪中梅／政事小説花間鴬／政治小説南洋の大波瀾）／小宮山天香篇（冒嶮企業聯島大王）※政治小説の一般（二）（柳田泉）／解題（柳田泉）／參考文獻（柳田泉編）
7. 明治翻訳文学集 - 歐洲奇事花柳春話　丹羽純一郎譯／開卷驚奇龍動鬼談　井上勤譯／西洋怪談黒猫・ルーモルグの人殺し　饗庭篁村譯／小説罪と罰　内田魯庵譯／椿姫　長田秋涛譯　※日本飜譯史概觀（木村毅）／解題（木村毅）／明治飜譯文學年表（田熊渭津子編）
8. 福沢諭吉集 - 素本世界國盡／通俗民權論／通俗國權論／通俗國權論二編／民情一新／帝室論／尊王論／日本婦人論／實業論／福翁百話／福翁百餘話／明治十年丁丑公論／瘠我慢の説／舊藩情／書翰集／諸文集　※福澤の見方の特徴（田中王堂）／福澤先生の文章（石河幹明）／解題（富田正文）／年譜（富田正文編）／參考文獻（富田正文編）／詳細目次
9. 河竹黙阿弥集 - 天衣紛上野初花（河内山と直侍）／水天宮利生深川（筆賣幸兵衛）／島鵆月白浪（明石の島藏、松島千太）／人間萬事金世中（金の世の中）／北條九代名家功（高時、本間山城、義貞太刀流し）／土蜘／紅葉狩／風船乘評判高閣／浪底親睦會／初霞空住吉（かつぽれ）※『河竹默阿彌傳』序　默阿彌・その人物と作劇態度（河竹繁俊）／明治以後の默阿彌翁（岡本綺堂）／明治の默阿彌（茨木憲）／解題（河竹登志夫）／年譜（河竹登志夫編）／參考文獻（河竹登志夫編）
10. 三遊亭圓朝集 - 怪談牡丹燈籠／圓朝叢談鹽原多助一代記／英國孝子之傳／眞景累ヶ淵／名人長二　※三遊亭圓朝子の傳（朗月散史編）／圓朝雜觀（岡鬼太郎）／解題（興津要）／年譜（興津要編）／參考文獻（興津要編）
11. 福地桜痴集 - 増訂もしや草紙／買収政略大策士／支那問罪義經仁義主汗／幕府衰亡論／懐往事談／新聞紙實歴／時事論集（“日本文學の不振を嘆ず”／文論／“演劇自由論”／戰地採録（抄）／“西南ノ役終ル”／“歐洲文明ノ一本質”／人權ノ辯／小人窮斯濫矣／漸進主義／國約憲法會議ヲ開クノ議／健訟ノ弊風ヲ矯正スベシ／史論／文章論／日報社ノ組織ヲ明ニス／陸海軍人ハ政治ニ關渉スベカラズ／音樂ノ改良／文章ノ進化／薩長論／文章改良の目的／櫻痴一家言／言文一致／帝國社會主義／舊友福澤諭吉君を哭す／土地國有の精神／借地および借家／國民居住の安全）　※福地櫻痴（柳田泉）／解題（柳田泉）／年譜（柳田泉編）／參考文獻（柳田泉編）
12. 大井憲太郎・植木枝盛・馬場辰猪・小野梓集 - 大井憲太郎集（“民撰議院論爭”／佛國政典（抄）／佛國商工法鑑（抄）／時事要論／自由略論／吾人の希望／書簡集）／植木枝盛集（民權自由論／民權自由論二編甲號／赤穗四十七士論／貧富の懸隔する所以を論ず／無上政法論／無上政法論ヲ補周ス／憲法草案／民權數ヘ歌／尊人説／愚夫愚婦ノ説）／馬場辰猪集（本論／讀加藤弘之君人權新説／本邦女子ノ有様／平均力ノ説／物ハ見る所に依て異なる／親化分離の二力／外交論／國會開設後ノ宰相ハ如何ナル人ヲ要スルカ／政黨ノ恐ル可キモノハ何ゾ／内亂ノ害ハ革命家ノ過ニアラズ／論組織内閣之至難／信用ノ説／思想ノ不滅ヲ論ズ／思想ノ説／討論　決闘論／議院ハ必ズシモ二局ヲ要セズ／討論　患者ガ決心ヲ求ムル時ハ醫師立會ノ上之ニ應ズベシトノ明文ヲ法律ニ掲グルノ可否／國會ニ於テ質問ヲ受クルトキ説明ヲ拒ムノ權ヲ宰相ニ與フルノ可否／討論題　婚姻ノ契約ニ年限ヲ定ムルノ可否／『日本語文典』序文／日本の政治状態／馬場辰猪自叙傳）／小野梓集（救民論／論通常之教養／權理之賊／國民盍思之／論通法之定置／勤學之二急／唯有日本／立法官ノ一大忽畧／利學入門／民間百弊の一／強迫教育／云何是政府之本務／論國教定置之弊／誰言國會之開説尚早乎／今政
13. 中江兆民集 - 民約譯解／理學鉤玄／三醉人經綸問答／平民の目さまし／國會論／選擧人目ざまし／一年有半（一年有半附録）／續一年有半／憂世慨言／四民の目さまし／警世放言／兆民文集（抄）　※故中江篤介君の葬儀に就て（大石正巳）／序（堺利彦）／中江兆民（小島祐馬）／解題（林茂）／年譜（松永昌三編）／參考文獻（松永昌三編）／詳細目次
14. 田口鼎軒集 - 日本開化小史／日本開化之性質／日本之意匠及情交／歴史は科學に非ず／日本歴史の沿革／史癖は佳癖／壬申の亂／藤原不比等及び三千代／聖武天皇／光明皇后／孝謙天皇／最澄及び空海／菅原道眞／平將門／源頼朝ヲ論ズ／北條政子／小野お通／日本外史と讀史餘論／商業史歌／樂天録／唯有我／六合雜誌ニ質ス／豫約刊行の盛衰／旅舘の改良を要す／新富町演劇を觀て感あり／婦人に關する新語／婦人に關する新語／婦人改良婦人奬勵／女學の解／輿論記者の女學／女學記者と輿論記者／輿論記者の女學／崇拝論／言論文章果して幾何の勢力あるや／山路愛山君に對して／第二十世紀を迎ふるの辭／豫約事業の成蹟／活版職工勤續奬勵會表章授與式に於て／歴史上より觀察したる歌／三河の古戰場について／“自叙傳”／島田三郎氏洋行に付經濟學協會の送別會／毎日記者に告ぐ／前編輯長吉岡太三獄中に死す／森大臣難に遭ふて薨ず／敬宇中村正直先生逝けり／海舟勝伯／外山博士を憶ふ／星亨氏の横死を悼む／伊庭想太郎氏／徳川公授爵祝賀會に於て／經世餘論ヲ讀ム／福澤先生著時事小言ヲ讀ム／神道新論を讀む／新著佳人之奇遇を讀む／王陽明　※鼎軒先生の特色（石川半山）／故田口鼎軒君の史海を囘顧す（久米邦武）
15. 矢野竜渓集 - 齊武名士經國美談前篇／報知異聞浮城物語／不必要／新社會／『新社會』の補遺一節／龍動通信（抄）／貧民救助法ヲ論ズ／救貧金ハ國税縣税ヲ偏用ス可ラザルヲ論ズ／急務中の急務／海軍論補遺／『東洋之安危』叙／日本人が最も不注意なる政事上の要訣／詩歌俳諧論／浮城物語立案の始末／今の文學社會に對する希望の一ヶ條／想起録（抄）　※矢野文雄（鳥谷部春汀）／題言數則（森林太郎）／報知異聞（石橋忍月）／「浮城物語」を讀む（不知庵主人）／龍溪居士に質す（不知庵主人）／『浮城物語』とその周圍（越智治雄）／解題（越智治雄）／年譜（福島タマ編）／參考文獻（福島タマ編）／詳細目次
16. 坪内逍遥集 - 小説神髓／一讀三歎當世書生氣質／新磨妹と背かゞみ／發蒙撹眠清治湯講釋／諷誡京わらんべ／文界名所底知らずの湖／歴史小説につきて／歴史小説の尊嚴／我が國の史劇／夢幻劇の弊を論ず／三たび夢幻劇を論ず／且元最期沓手鳥孤城落月／新樂劇論（抄）／お夏狂らん　※坪内逍遙先生の文學革新の意義を概論す（柳田泉）／坪内逍遙（中村眞一郎）／劇作家及び劇論家としての坪内博士（中村吉藏）／人間逍遙（河竹繁俊）／解題（稻垣達郎）／年譜（清水茂編）／參考文獻（畑實編）
17. 二葉亭四迷・嵯峨の屋おむろ集 - 二葉亭四迷集（新編浮雲／あいびき／めぐりあひ／小説總論／余が飜譯の標準／余が言文一致の由來／予が半生の懺悔／くちば集ひとかごめ／落葉のはきよせ二籠め／落葉のはきよせ三籠め）／嵯峨の屋おむろ集（無味氣／薄命のすゞ子／初戀／くされたまご／野末の菊／流轉／夢現境／世の中／小説家の責任／方内齋主人に答ふ／平等論／宇宙主義／眞理を發揮する者は天下其れ唯詩人あるのみか／三春放言／我家／文學者としての前半生／春廼屋主人の周圍）　　　※二葉亭四迷（中村光夫）／『浮雲』の發想（關良一）／嵯峨の屋おむろ傳聞書（柳田泉）／矢崎嵯峨の屋（笹淵友一）／解題（中村光夫）／年譜（清水茂編）／參考文獻（清水茂編）
18. 尾崎紅葉集 - 二人比丘尼色懺悔／三人妻／金色夜叉（前編／中編／後編／續金色夜叉／續續金色夜叉／新續金色夜叉）／紅子戯語／病骨録／生死論　※紅葉山人（國木田獨歩）／紅葉先生（泉鏡花・小栗風葉談話）／尾崎紅葉（片岡良一）／解題（福田清人）／年譜（福田清人編）／參考文獻（福田清人編）
19. 広津柳浪集 - 今戸心中／雨／變目傳／河内屋／女子參政蜃中樓／殘菊／淺瀬の波／七騎落／幼時／紫被布／八幡の狂女／名物松原饅頭／脚本目黒巷談　※廣津柳浪研究（藤森順三）／明治文壇囘顧録より（後藤宙外）／廣津柳浪の深刻小説（吉田精一）／解題（吉田精一）／年譜（伊狩章編）／參考文獻（伊狩章編）
20. 川上眉山・巖谷小波集 - 川上眉山集（觀音岩／賎機／大さかづき／ゆふだすき）／巖谷小波集（五月鯉／すみれ日記／こがね丸／丁亥日録／戊子日録／己巳丑日録／庚寅日録／辛卯日録）　※眉山の文學史上の意義（伊狩章）／あゝ川上君（巖谷小波）／盡きぬ涙（思案外史）／矛盾せる兩面（田山花袋）／故眉山氏追憶（丸岡九華）／小波日記と木曜會（伊狩章）／巖谷小波と兒童文學（福田清人）／解題（瀬沼茂樹）／年譜（伊狩章・巖谷榮二編）／參考文獻（井狩章・巖谷榮二編）
21. 泉鏡花集 - 義血侠血／夜行巡査／外科室／鐘聲夜半録／琵琶傳／海城發電／化銀杏／一之卷・二のまき・三之卷・四の卷・五の卷・六之卷・誓之卷（一之卷／二のまき／三之卷／四の卷／五の卷／六之卷／誓之卷）／註文帳／風流線／紅雪録・續紅雪録（紅雪録／續紅雪録）／湯島の境内／愛と婚姻／醜婦を呵す／一葉の墓／紅葉先生逝去前十五分間／仲の町にて紅葉會の事／新富座所感／一寸怪／初めて紅葉先生に見えし時／いろ扱ひ／處女作談／おばけずきのいはれ少々と處女作／ロマンチツクと自然主義／予の態度／草雙紙に現れたる江戸の女の性格／能樂座談　※夜行巡査（時文記者）／外科室（時文記者）／小説界の新傾向／小説界の新潮流（殊に泉鏡花子を評す）（魯庵生）／海城發電・琵琶傳（森鴎外）／泉鏡花（時文記者）／似て非なる觀念小説（高山樗牛）／無想小説、觀念小説、沒想小説（森鴎外）／化銀杏（森鴎外）／鏡花の註文帳を評す（正宗白鳥）／這箇鏡花觀（柳田國男）／鏡花世界瞥見（水上瀧太郎）／天才泉鏡花（市原豊太）／解題（成瀬正勝）／年譜（村松定孝編）／參考文獻（村松定孝編）
22. 硯友社文学集 - 石橋思案篇（乙女心／わが戀）／江見水蔭篇（夏の館／女房殺し／泥水清水／旅役者）／大橋乙羽篇（露小袖／霜夜の虫）／柳川春葉篇（神の裁判／錦木／秋袷）／黒田湖山篇（菅笠日記／腰かけられぬ人）／生田葵山篇（團扇太鼓／和蘭皿）／山岸荷葉篇（紺暖簾）／前田曙山篇（蝗うり）　※硯友社のむかしの憶出（内田魯庵）／古い友達（巖谷小波）／乙羽子の貯金文學（内田不知庵）／柳川春葉氏（王春嶺）／生田葵山氏（王春嶺）／後期硯友社の作家たち（伊狩章）／解題（福田清人）／年譜（佐々木徹編）／參考文獻（佐々木徹編）
23. 山田美妙・石橋忍月・高瀬文淵集 - 山田美妙集（武藏野／胡蝶／白玉蘭（別名壯士）／阿千代／二郎經高／史外史傳平清盛）／石橋忍月集（一喜一憂捨小舟／露子姫／妹と背鏡を讀む／浮雲の褒貶／浮雲第二篇の褒貶／夏木たち／新著百種の「色懺悔」／舞姫／うたかたの記／鴎外の幽玄論に答ふる書／新著百種第十二號文つかひ／鴎外漁史に答ふ／再び鴎外漁史に答ふ／三たび鴎外漁史に答ふ／相實論／人文子）／高瀬文淵集（詩篇若葉／古寺殘月／現代作家の本領／文學意見／現代文學／長谷川君の政治趣味）　※山田美妙の小説（塩田良平）／明治の文學者の一經驗（山本健吉）／昔の書簡（田山瑞穗）／解題（福田清人）／年譜（網野義紘・栗林秀雄・福田清人編）／參考文獻（網野義紘・栗林秀雄・福田清人編）
24. 内田魯庵集 - くれの廿八日／老車夫／かた鶉／落紅／霜くづれ／破垣／山田美妙大人の小説／紅葉山人の「色懺悔」／スウヰフト論／馬琴の小説／馬琴の文章／馬琴小説の効果／詩文の感應力／女學雜誌の小説論／「小説論略」質疑／「小説論略」筆者に再問す／謹んで女學記者に謝辭を呈す／露伴子の「風流佛」／日本小説の三大家／柳浪子の「殘菊」／饗庭篁村氏／現代文學／今日の小説及び小説家／再び今日の小説家を論ず／戰後の文學／讀詩饒舌／ゾラ『戰塵』の後に書す／政治小説を作るべき好時機／朝茶の子／文壇炒豆／時文小言／『破垣』發賣停止に就き當路者及江湖に告ぐ／『破垣』に就て／近時の小説に就て／精神界の異現象／ＶＩＴＡ　ＳＥＸＵＡＬＩＳ／小説脚本を通じて觀たる現代社會／“『凡人非凡人』”序／トルストイの話／二葉亭四迷を論ず／二葉亭氏送別會（一記者）／發賣禁止の根本問題／予が文學者となりし徑路／書目十種／樓上雜話（抄）／氣まぐれ日記／牛岳遺事　※内田不知庵（不倒生）／内田魯庵のこと（柳田泉）／父魯庵を語る（内田巖）／解題（稻垣達郎）／年譜（歌田久彦編）／參考文獻（中村完編）
25. 幸田露伴集 - 風流佛／對髑髏／辻浄瑠璃／いさなとり／五重塔／さゝ舟／土偶木偶／天うつ浪　※美妙、紅葉、露伴の三作家を評す（後藤宙外）／解題（柳田泉）／年譜（榎本隆司編）／參考文獻（榎本隆司編）
26. 根岸派文学集 - 饗庭篁村篇（當世商人氣質／人の噂／走馬燈／魂膽／面目玉／掘出し物／良夜／駆落の駆落／俳諧氣違ひ／大石眞虎の傳）／南新二篇（軽妙集（抄）／一夜漬人魚甘鹽／福笑ひ（抄）／まはり燈籠）／幸堂得知篇（軽口雜談春のやまやま（抄）／幸堂滑稽談（抄））／宮崎三昧篇（二夫婦／塙團右衛門）／森田思軒篇（文章世界の陳言／小説の自叙躰記述躰／翻譯の心得／詩歌文章の神韵／日本文章の將來／和歌を論す／明治二十二年紀元節を壽するの序／今日の文學者／書目十種／消夏漫筆／演藝協會の演習會／歳暮の嘆蘇峯兄に與ふ／舞姫／南窓渉筆／上野の丐徒／女優篠塚力枝の藝／車上の一大苦／根岸の犬／一墻を隔てたる主人／荘子の後に書す／尤憶記／「此ぬし」と「教師三昧」／鴎外の「文つかひ」三昧の「桂姫」並ひに西鶴の「約束は雪の朝食」／「風流魔」に引す／露伴子の西鶴論／“青年文學會講演”／三日月序／漢文漢語／「小公子」を讀む／批評家に就て）／原抱一庵篇（闇中政治家）／遅塚麗水篇（月夜鴉／佐度の文覺）　※篁村先生之傳（饗庭篁村自記）／篁村傳の補遺（坪内逍遙）／南新二小傳／幸堂得知翁追憶録（抄）（青々園・近藤京魚・鈴木春浦・伊藤静雨）／三昧道人（抱一庵主人）／思軒全集序
27. 森鷗外集 - 舞姫／うたかたの記／文づかひ／半日／ヰタ・セクスアリス／普請中／花子／食堂／妄想／不思議な鏡／かのやうに／興津彌五右衛門の遺書／興津彌五右衛門の遺書（初稿）／阿部一族／即興詩人／冬の王／うた日記（抄）／我百首／航西日記／獨逸日記（抄）／柵草紙の本領を論ず／柵草紙の山房論文（抄）／傍觀機關（抄）／鴎外漁史とは誰ぞ／洋學の盛衰を論ず／假名遣意見／長谷川辰之助／Ｒｅｓｉｇｎａｔｉｏｎの説／夏目漱石論／鼎軒先生／歴史其侭と歴史離れ／自彊不息／なかじきり／禮儀小言　※森鴎外（正宗白鳥）／「即興詩人」（小泉信三）／鴎外論目論見のうち（中野重治）／鴎外と女性（森於菟）／解題（唐木順三）／年譜（吉田精一編）／參考文獻（吉田精一編）／詳細目次
28. 斎藤緑雨集 - 唯我／置炬燵／若武者／犬蓼／鶉網／油地獄／かくれんぼ／百鬼行／柴小舟／のこり艸／賣花翁／弓矢神／門三味線／覿面／あま蛙／乙女／おぼろ夜／朝寝髪／わたし舟／小説八宗／小説評註／初學小説心得／小説評註問答／評註端唄文學／文學一からげ／新體詩見本／正直正太夫死す／大いに笑ふ／荊鞭（抄）／けなされて嬉しきもの褒められてかなしきもの／鴎外漁史の辨護説　附自著自評の事／酒の上／一家言／劇評家／御手元拝見（三木竹二氏に答ふ）／再び三木竹二氏に答ふ／『しがらみ草紙』を讀む／鴎外漁史に與ふ／金剛杵／霹靂車／おぼえ帳／方角早見五十音／ひかへ帳／眼前口頭／日用帳／霏々刺々／巖下電／兩口一舌／青眼白頭／ふところ談義／仕入帳／長者短者／半文錢／仕入殘り／春一ダース／のこり物／小細工集／枯菊十句／ひとりごと／豆の花／天長節／小唄（こほろぎ／からす／まつの木／つき／えんきり／すみぞめ／みじか夜／珠數かひ／こひ中／くぜつ／つき花／わかれ／ねざめ／くりこと／かね／穗すゝき／くさの戸／出もどり／まよひ／ちりの世／いのち／やみ夜／まばたき）／油地獄序／反古袋序／見切物序／あま蛙序／あま蛙序（略歴）／あられ酒序／あられ酒序（狂體ふる物揃）／わすれ貝
29. 北村透谷集 - 楚囚之詩／夢中の夢／朝靄の歌／春駒／春は來ぬ／蓬莱曲（蓬莱曲別篇）／地龍子／みゝずのうた／一點星／孤飛蝶／ゆきだをれ／みどりご／平家蟹／髑髏舞／古藤菴に遠寄す／彈琴／彈琴と嬰兒／ほたる（螢）／蝶のゆくへ／眠れる蝶／雙蝶のわかれ／露のいのち（“楚囚之詩廣告”）／當世文學の潮模様／時勢に感あり／マンフレッド及びフオースト／厭世詩家と女性／粹を論じて伽羅枕に及ぶ／伽羅枕及び新葉末集／松島に於て芭蕉翁を讀む／油地獄を讀む／最後の勝利者は誰ぞ／トルストイ伯／一種の攘夷思想／歌念佛を讀みて／徳川氏時代の平民的理想／各人心宮内の秘宮／心機妙變を論ず／處女の純潔を論ず／他界に對する觀念／罪と罰／「罪と罰」の殺人罪／心の死活を論ず／富嶽の詩神を思ふ／人生に相渉るとは何の謂ぞ／心池蓮／日本文學史骨（第一囘　快樂と實用　明治文學管見の一／第二囘　精神の自由　明治文學管見之二／第三囘　變遷の時代　明治文學管見之三／第四囘　政治上の變遷　明治文學管見之四）／今日の基督教文學／滿足／復讐・復讐と戰爭・自殺・自殺と復讐／井上博士と基督教徒／頑執妄排の弊／人生の意義／賎事業辨／内部生命論／静思餘録を讀む／熱意／國民と思想／桂川（吊歌）を評し
30. 樋口一葉集 - 闇櫻／たま襷／別れ霜／五月雨／經づくえ／うもれ木／曉月夜／雪の日／琴の音／花ごもり／暗夜／大つごもり／たけくらべ／軒もる月／ゆく雲／うつせみ／にごりえ／十三夜／この子／わかれ道／われから／そゞろごと／すゞろごと／若葉かけ（明治二十四年四月〜六月）／わか艸（明治二十四年七月〜八月）／筆すさひ一（明治二十四年六月〜九月）／蓬生日記一（明治二十四年九月〜十一月）／よもきふ日記二（明治二十四年十一月）／につ記一（明治二十五年一月〜二月）／につ記二（明治二十五年二月〜三月）／日記（明治二十五年三月〜四月）／につ記（明治二十五年四月〜五月）／日記しのふくさ（明治二十五年六月）／しのふくさ（明治二十五年六月〜八月）／しのふくさ（明治二十五年八月〜九月）／塵塚の一（明治二十五年九月）／につ記（明治二十五年九月〜十月）／道しはのつゆ（明治二十五年十一月〜十二月）／よもきふにつ記（明治二十五年十二月〜明治二十六年二月）／よもきふ日記（明治二十六年二月〜三月）／よもきふにつ記（明治二十六年三月〜四月）／蓬生日記（明治二十六年四月〜五月）／しのふくさ（明治二十六年四月）／蓬生日記（明治二十六年五月）／につ記（明治二十六年五月〜六月）
31. 上田敏集 - 海潮音／海潮音拾遺／牧羊神／牧羊神拾遺／艶女物語／樂聲／南露春宵／露西亞の大野／希臘思潮を論ず／典雅沈静の美術／細心精緻の學風／幽趣微韻／思想問題／獨語と對話／春泥集のはじめに／根本の研究／外國文學を研究せむとする人へ／春鳥集合評／批評の進化／クラシック／詩人／悲哀／うづまき　※上田敏先生（矢野峰人）／『海潮音』の性格（森亮）／解題（矢野峰人）／年譜（安田保雄編）／參考文獻（安田保雄編）／詳細目次
32. 女学雑誌・文学界集 - 女學雜誌集（巌本善治篇／若松賤子篇／星野天知篇／佐々城豊寿篇／磯貝雲峯篇／湯谷紫苑篇）／文學界集（星野天知篇／平田禿木篇／戸川秋骨篇／馬場孤蝶篇／戸川残花篇／大野洒竹篇）　※絶筆　文學界前後抄（平田禿木）／『女學雜誌』概觀抄（野邊地清江）／「文學界」運動の性格抄（石丸久）／『「文學界」とその時代』序説（抄）（笹淵友一）／解題（笹淵友一）／年譜（石丸久編）／參考文獻（石丸久編）
33. 三宅雪嶺集 - 宇宙／哲學涓滴／眞善美日本人／偽惡醜日本人／我觀小景／王陽明／想痕（抄）（爵位禄利の伴はざる忠君愛國／人爵愈々多く天爵愈々貴し／尊嚴の事體を滑稽化する勿れ／國民思想の頽唐を防ぐの便法／事大主義は危險思想と孰れぞ／奴隷根性と義務心／一は決意奮闘一は懐疑頽廢／大乘的傾向及び小乘的傾向／現代的、將來的、永久的／時代思潮に屈從する勿れ／慷慨衰へて煩悶興る／ハイカラー及び新知識／女權問題、人權問題、國權問題／自然主義の社會的助因／島國根性と海國思想／世界の平和は有望か／西郷隆盛とガリバルヂー）　※日本の「美」というもの（柳田泉）／解題（柳田泉）／年譜（三宅美代子編）／參考文獻（柳田泉編）
34. 徳富蘇峰集 - 官民調和論／明治廿三年後ノ政治家ノ資格ヲ論ス（附載・再版序）／自由、道徳、及儒教主義／將來之日本（附載・各版緒言序文）／三版新日本之青年（附載・各版序辭）／吉田松蔭（附載・改訂版獻辭例言）／大日本膨脹論／時務一家言　※民友記者徳富猪一郎氏（國木田獨歩）／三新聞記者（鳥谷部春汀）／徳富猪一郎氏（鳥谷部春汀）／御用新聞主筆（鳥谷部春汀）／解題（植手通有）／年譜（和田守編）／參考文獻（和田守編）
35. 山路愛山集 - 現代金權史／社會主義管見／為朝論／明治文學史／支那思想史／新聞雜誌論説集（『女學雜誌』・『護教』時代／民友社時代／『信濃毎日新聞』時代／『獨立評論』時代／『國民雜誌』以後）　※愛山山路彌吉君　付『愛山文集』序文（徳富蘇峯）／山路愛山君（竹越與三郎）／山路愛山氏（内田魯庵）／山路愛山君（木下尚江）／山路君（斯波貞吉）／山路愛山論（田川大吉郎）／史家としての愛山（服部之總）／父・山路愛山のこと（山路平四郎）／解題（大久保利謙）／年譜（大久保利謙編）／參考文獻（大久保利謙編）
36. 民友社文学集 - 宮崎湖処子篇（日本情交之變遷／歸省／ヲルヅヲルス（抄））／竹越三叉篇（政海之新潮／トーマス、カアライル／近日の文學／文學界の欠點／天化／學者の新版圖／理想的急進黨／最近十五年間思想の變遷／情感の教育／個人乎、國家乎／科學と詩歌／世界の日本乎、亞細亞の日本乎／深憂大患）／人見一太郎篇（第二之維新／ユーゴー（抄）／明治の天下）／塚越停春楼篇（花晨月夕／讀史餘録（抄））／平田久篇（新聞記者の十年間（抄））／金子春夢篇（清水越）　※明治文學と民友社（柳田泉）／解題（柳田泉）／民友社文學年表（榎本隆司編）／參考文獻（榎本隆司編）／詳細目次
37. 政教社文学集 - 志賀重昂篇（日本風景論／「日本人」の上途を餞す／「日本人」が懐抱する處の旨義を告白す／日本前途の國是は「國粹保存旨義」に撰定せざるべからず）／杉浦重剛篇（鬼哭子／日本教育原論／學問論／日本教育の方向／愛國論／理學教育ノ方針／美術論落穗集／日本學問ノ方針／支那學の必要／士氣の存する所／國を離れて民人ある乎／東洋の平和とハ何ぞや／所謂文明の本色如何／日本國民の抱負／文明的鎖國／混合と化合／須らく力を下層に用ふべし／富豪兼併の害／洋癖者流を警戒す／善隣論／松蔭四十年）／陸羯南篇（近時政論考／政事家の資格／辭禮論、文辭ト社交トノ關係／器械的國家及ひ機關的國家／日本／國政の要義／佐渡の暴民に感あり／貧民問題／政社ありて政黨なし／新聞記者／誠心／偽國家主義／秋夜倦讀誌／人權問題／理と情／無音の聲／大業を成すには一大決心を要す／辭柄的憲政／我帝國の對韓政策を妨害する國は是れ文明國に非す／敵國に對する禮／發行停止權／國家的社會主義／政界の技術及批評／眞正の文明國／國是談／殺傷論／李鴻章死矣／自由主義の必要／記臆と理解／兵強く國貧し／所謂る社會主義／露西亞と戰ふの利害／士道と儒道）／福本日南篇（菅沼貞風君卒す／兩政事家の政略に
38. 岡倉天心集 - 東洋の理想／東洋の目覺め／日本の目覺め／茶の本／日本美術史／泰東巧藝史／『書は美術ならず』の論を讀む／圓山應擧／狩野芳崖／支那古代の美術／支那南北の區別／明治三十年間の美術界／橋本雅邦翁／日本美術史論／美術上の急務／第三囘内國勸業博覽會審査報告抄／美術教育施設に付意見／美術協議會設置に付意見／美術教育施設の方案／日本の見地より觀たる近代美術／東洋藝術鑑識の性質及び價値／東洋美術に於ける宗教／東洋美術に於ける自然／支那の美術／支那の美術を探究するの端緒／美術と九州／雅邦先生招待會の席上にて／印度研究談／美術家の覺悟／美術と社會　※岡倉天心と日本美術（龜井勝一郎）／岡倉天心（河上徹太郎）／明治ナショナリズムと岡倉天心（宮川寅雄）／解題（宮川寅雄）／年譜（宮川寅雄編）／參考文獻（宮川寅雄編）
39. 内村鑑三集 - 基督信徒の慰／余はいかにしてキリスト信徒となりしか／代表的日本人／夏期演説後世への最大遺物／月曜講演／所感十年（抄）／我が理想の基督教／基督教と世界歴史／基督教とは何ぞや／イエスの矛盾／神の忿怒に就て／イエスは何故に人に憎まられし乎／イエスの愛國心／自己に關するイエスの無能／何故に大文學は出ざる乎／如何にして大文學を得ん乎／秋の歌／歌に就て／詩人ワルト　ホヰットマン／春の到來／櫻の歌／ウヲルヅヲスの詩に就て／日清戰爭の義／寡婦の除夜／戰時に於ける非戰主義者の態度／余が非戰論者となりし由來／非戰主義者の戰死／日露戰爭より余が受けし利益／非戰論の原理／書簡集　※創始者としての内村鑑三先生（畔上賢造）／内村鑑三（森有正）／解題（河上徹太郎）／年譜（山本泰次郎・瀧澤信彦編）／著書目録（瀧澤信彦編）／參考文獻（瀧澤信彦編）／詳細目次
40. 高山樗牛・齋藤野の人・姉崎嘲風・登張竹風集 - 高山樗牛集（道徳の理想を論ず／我邦現今の文藝界に於ける批評家の本務／日本主義／所謂社會小説を論ず／朦朧派の詩人に與ふ／非國民的小説を難ず／ワルト、ホイツトマンを論ず／時代の精神と大文學／歴史畫の本領及び題目／土井晩翠に與へて當今の文壇を論ずる書／美感に就いての觀察／文明批評家としての文學者／姉崎嘲風に與ふる書／美的生活を論ず／日蓮上人とは如何なる人ぞ／感慨一束／無題録（抄））／齋藤野の人集（國家と詩人／小泉八雲氏を悼む／天才とは何ぞや／イブセンとは如何なる人ぞ／亡兄高山樗牛／泉鏡花とロマンチク／日本文學のロマンチク趣味／日本文學に欠如せる一性格／寫生の意義及び其價値／予の意志）／姉崎嘲風集（ゲーテが「ファウスト」に於けるマーガレットの運命／抒情詩に於ける月／鬱憂詩人の春愁／高山樗牛に答ふるの書／高山君に贈る／再び樗牛に與ふる書／清見潟の一夏／戰へ、大に戰へ／久遠の女性／豫言の藝術／青年の文學と中年の文學）／登張竹風集（ハウプトマン／フリイドリヒ、ニイチエ／美的生活論とニイチエ／解嘲／馬骨人言を難ず／馬骨先生に答ふ／藝術主義／時文評論（抄）／我觀録（抄））　※高山樗牛（橋川文三）／嗚呼野の人（姉崎嘲風）／姉崎嘲風
41. 塩井雨江・武島羽衣・大町桂月・久保天随・笹川臨風・樋口龍峡集 - 鹽井雨江集（美文韻文花紅葉（武島羽衣・大町桂月共著）／文學研究（抄）／美文韻文暗香疎影（抄）／抒情詩人論／バイロンとバーンズ／我が崇拝する詩人／浮世の悲劇／新古今和歌集詳解（抄））／武島羽衣集（霓裳歌話（抄）／霓裳微吟（抄）／日本文學史（抄））／大町桂月集（契沖阿闍梨（抄）／文藝時評（抄）／椎茸の宴／懐舊録）／久保天隨集（漢詩評釋（抄）／韓柳（抄）／評譯日本絶句選（抄）／文學評論塵中放言（抄）／大鳴門のながめ／ヱ゛ルテル（抄））／笹川臨風集（元禄時勢粧／東山時代の文化（抄）／美人禅）／樋口龍峽集（時代と文藝（抄）／方丈記の人生觀）　※鹽井雨江を哭す（大町桂月）／武島羽衣（本間久雄）／大町桂月に與ふ（高山樗牛）／赤門文士に就いて（大町桂月）／久保天隨（久保舜一）／笹川臨風が『奈良朝史』の首に書す（高山樗牛）／『元禄時勢粧』を讀む（高山樗牛）／樋口龍峽君（長谷川天溪）／解題（久松潛一）／年譜（青木生子・木谷喜美枝・伊原昭・野崎由美子編）／參考文獻（青木生子・木谷喜美枝・伊原昭・野崎由美子編）／詳細目次
42. 徳富蘆花集 - 灰燼／黒潮／順禮紀行／みゝずのたはこと／勝利の悲哀／天皇陛下に願ひ奉る／謀叛論（草稿）　※徳富蘆花（神崎清）／蘆花と共に（徳富愛子述・神崎清記）／解題（神崎清）／年譜（稻村徹元編）／參考文獻（稻村徹元・山口美代子編）
43. 島村抱月・長谷川天渓・片上天弦・相馬御風集 - 島村抱月集（しろあらし／如是文藝／囚はれたる文藝／問題的文藝／「破戒」評／「青春」評／今の文壇と新自然主義／知識ある批評／「蒲團」評／文藝上の自然主義／自然主義の價値／藝術と實生活の界に横たはる一線／序に代へて人生觀上の自然主義を論ず／懐疑と告白／現實主義の分化と新及深／渡英滞英日記）／長谷川天溪集（美的生活とハ何ぞや／新思潮とは何ぞや／自然主義とは何ぞや／不自然は果して美か／解決なき創作物／批評の本領／研究的精神の欠乏／文學の試驗的方面／理想の破滅と文學／幻滅時代の藝術／反基督教的精神／論理的遊戯を排す／現實暴露の悲哀／所謂餘裕派小説の價値／自然派に對する誤解／自然主義と本能滿足主義との別／無解決と解決／自然と不自然／現實主義の諸相／藝術と實行／自己分裂と静觀）／片上天弦集（事象當對の感味と俳諧派の新領域／無解決の文學／人生觀上の自然主義／未解決の人生と自然主義／新興文學の意義／田山花袋氏の自然主義／自己の為めの文學／自然主義の主觀的要素／アーサーシモンスに就いて／飢渇の極／イエーツ論／幻滅の眞の悲哀／四十四年文壇の記憶／生の要求と藝術／強い執着深い味ひ／告白と批評と創造と／生みの力／近代文學に對する疑ひ）
44. 落合直文・上田万年・芳賀矢一・藤岡作太郎集 - 落合直文集（日本文學の必要／日本主義の未來／奈良朝の文學／國文國詩を論じて世の文學者に望む／將來の國文／國文改良のゆゑよし／國文學者の事業／盛衰論／一月一日國文編輯者におくる文／中大兄皇子／いざり火／新撰歌典緒言／贊成のゆゑよしをのべて歌學發行の趣旨に代ふ／歌學者の偏僻／柵草紙をよみて／歌ハ目にて見るべきものなるか。耳にて聞くべきものなるか／我歌學の取るところ／學弟與謝野鐵幹に與ふる文／萩の家日課歌題／歌談の一／悲哀／甲斐絹／小野の深雪／七株松／しら雪物語／弟切草／雨窓謾言／野分の風／萩か花妻／そゞろ言／この正月／孝女白菊の歌／“詩一篇”／孝女しのふの歌／櫻井の里／妹辰子を祭る文／誄辭（小中村清矩先生追悼）／十二郎を祭る文／“短歌三六七首”／書翰）／上田萬年集（國文學緒言／國語のため（抄）／國語のため　第二／契沖傳補遺／おほかみ）／芳賀矢一集（國文學讀本緒論／國學史概論／國學とは何ぞや／國民性十論／地名傳説に就いて／萬葉集卷五に就いて／伊勢物語の歌に就いて／攷證今昔物語集序論／源平盛衰記と太平記と／希臘の古劇と我が國の能樂／書翰（巖谷小波宛））／藤岡作太郎集（國文學全史平安朝篇（抄）／西行論／國文學と風俗（抄
45. 木下尚江集 - 良人の自白（上篇／中篇／下篇）／懺悔／飢渇（抄）（卷頭書感／記事／評論）／“新聞論説集”（“『毎日新聞』”／“週刊『平民新聞』”／“『週刊新聞直言』”）　※木下尚江を想ふ（安部磯雄）／木下尚江を想ふ（石川三四郎）／木下尚江論（山極圭司）／解題（山極圭司）／著作目録（後神俊文編）／年譜（千原勝美・山田貞光・有賀義人共編）／參考文獻（山極圭司編）
46. 新島襄・植村正久・清沢満之・綱島梁川集 - 新島襄集（同志社設立の始末／同志社大學設立の旨意／基督教皇張論／書簡／私の若き日々）／植村正久集（福音道志流部／眞理一斑／今日の宗教論及び徳育論／“キリスト論論爭”／“人物論”／清澤滿之集（宗教哲學骸骨／“精神主義”／“講話”／“心靈の諸徳”）／綱島梁川集（宗教の根本的問題／基督の詩／宗教的眞理の性質／悲哀の高調／一家言／苦痛と解脱／禅思録（抄）／心のたどり／病間録（知己・價値・理性・愛）／煩悶の人に答ふる書／病間録（宗教上の光耀）／隨感録／人に與へて煩悶の意義を説く／心の一ふし／病間録（驚異と宗教）／予が見神の實驗／予は見神の實驗によりて何を學びたる乎／一夜の瞑想／神子の自覺を宣す／如是我證／自覺小記／枕頭の記／聞光録／靈的見神の意義及方法／病窓雜筆（三）（抄））　※福澤諭吉君と新島襄君（徳富蘇峰）／志の宗教（石原謙）／清澤滿之師の生涯及び地位（多田鼎）／綱島梁川の念佛（陶山務）／解題（武田清子・吉田久一・杉崎俊夫）／年譜（武田清子・岡田典夫・吉田久一・杉崎俊夫編）／參考文獻（武田清子・岡田典夫・中津功・杉浦友信・本多和・安藤維男・杉崎俊夫編）
47. 黒岩涙香集 - 正史實歴鐵假面（前編／中編／後編）／片手美人／小野小町論／天人論／開拓使官吏ノ處分ヲ論ズ／小新聞の社説／土佐人士／發刊の辭／停止及び解停／嗚乎三週間の長停止／新聞紙の新聞紙たる所以／小局の見解を以て全局の方針を誤らしむ勿れ／第二囘の停止を經て所思を述ぶ／三囘目停止の後に記す／四たび讀者に謝す／萬朝報の一振作　一日三囘の新聞紙／理想團に就て／『一年有半』を讀む／藤村操の死に就て／内村、幸徳、堺、三君の退社に就て／朝報は戰ひを好む乎　※鐵假面の考證（木村毅）／ボアゴベのこと（木村毅）／解題（木村毅）／年譜（高松敏男編）／參考文獻（高松敏男編）
48. 小泉八雲集 - 日本瞥見記（抄）／東の國から（抄）／心（抄）／佛の畑の落穗（抄）／異國風物と囘想（抄）／骨董（抄）／怪談（抄）／「モンク・ルイス」と恐怖怪奇派／小説における超自然の價値／書簡集　※思い出の記（小泉節子）／八雲雜考（平井呈一）／解題（中野良夫・平井呈一）／年譜（平井呈一編）／參考文獻（平井呈一編）／詳細目次
49. ベルツ・モース・モラエス・ケーベル・ウォシュバン集 - Ｅ・ベルツ集（ベルツの日記（抄））／Ｅ・Ｓ・モース集（日本その日その日（抄））／Ｗ・モラエス集（日本の追慕／徳島の盆踊（抄）／日本精神）／Ｒ・ケーベル集（隨筆集（抄））／Ｓ・ウオシュバン集（乃木）　※『ベルツの日記』を讀む（安倍能成）／モース先生（石川千代松）／モライスと佛教（アルマンド・マルティンス）／日本に難破したポルトガルの文人モラエス（佃實夫）／ケーベル先生（夏目漱石）／ケーベル先生の生涯（久保勉）／「乃木」序文（幣原喜重郎）／「乃木」卷末語（目黒眞澄）／解題（唐木順三）／年譜（編集部編）／參考文獻（編集部編）／詳細目次
50. 金子筑水・田中王堂・片山孤村・中沢臨川・魚住折蘆集 - 金子筑水集（『透谷集』を讀みて／國民文學と世界文學／所謂社會小説／藝術の價値／文藝の將來／個人主義の盛衰／實生活と文藝／文藝と實人生／プラグマチズムの要旨及批評／社會主義の要旨及批評／二葉亭全集を讀む／トルストイの追想／科學的精神と文藝）／田中王堂集（島村抱月氏の自然主義／岩野泡鳴氏の人生觀及び藝術觀を論ず／文明史上に於けるローマンチシズムの意義／トルストイの絶對主義を論ず／プラグマチズムの後）／片山孤村集（神經質の文學／續神經質の文學／伊吹郊人に與ふ／再び伊吹郊人に與ふ／追撃餘録／靈魂と國家／郷土藝術論／文藝と肉情／自然主義脱却論／抱月の偽自然主義／再び偽自然主義に就いて／誤られたるイブセン）／中澤臨川集（見ぬ戀盲ひの戀／審美私説／信仰の廓清／古蹟／ツルゲーネフの自然觀／自然主義汎論／新藝術觀／社會と感激／生命の傳統／現代文明を評し、當來の新文明を卜す）／魚住折蘆集（藤村操君の死を悼みて／自殺論／詩境を思ふ／春のこゝろを思ふ／眞を求めたる結果／自然主義は窮せしや／自己主張の思想としての自然主義／歡樂を追はざる心／穏健なる自由思想家／八月の小説／九月の小説／十月の小説／十一月の評論／二十年のおもひで／最後の日
51. 与謝野鉄幹・与謝野晶子集 - 與謝野鐵幹集（東西南北／天地玄黄／鐵幹子／紫／毒草（與謝野晶子共著）／相聞／亡國の音）／與謝野晶子集（みだれ髪／小扇／戀衣（山川登美子・増田まさ子共著）／舞姫／夢之華／常夏／佐保姫／ひらきぶみ／哀歌）／明星派文學集（栗島狭衣篇／山川登美子篇／平野萬里篇／茅野蕭々篇／茅野雅子篇／石上露子篇）　※「明星」以前の鐵幹（河井醉茗）／鐵幹及び其「東西南北」（八面樓主人）／與謝野寛先生還暦の賀に際して（木下杢太郎）／みだれ髪を讀む（上田敏）／『みだれ髪』の浪曼的感覺（日夏耿之介）／與謝野晶子論（矢野峰人）／解題（野田宇太郎）／年譜（遠藤祐編）／參考文獻（遠藤祐編）／詳細目次
52. 石川啄木集 - 一握の砂／悲しき玩具／あこがれ／心の姿の研究／呼子と口笛／雲は天才である／赤痢／道／我等の一團と彼／林中書／百囘通信／弓町より／きれぎれに心に浮かんだ感じと囘想／性急な思想／硝子窓／時代閉塞の現状／大硯君足下／Ａ　ＬＥＴＴＥＲ　ＦＲＯＭ　ＰＲＩＳＯＮ／平信／書簡集／明治四十四年當用日記　※緑蔭の家（荒畑寒村）／啄木に關する斷片（中野重治）／交遊記（抄）（土岐善麿）／近代人啄木（福田恆存）／啄木の時代的背景（石母田正）／「文學的運命」の宣言（窪川鶴次郎）／解題（小田切秀雄）／年譜（岩城之徳編）／參考文獻（岩城之徳編）／詳細目次
53. 正岡子規集 - 筆まかせ（抄）／棒三昧／新年二十九度／墨のあまり／間人間話／十年前の夏／小園の記／病牀膽語／飯待つ間／根岸草廬記事／熊手と提灯／消息／銅像雜感／新年雜記／犬／ラムプの影／ホトトギス第四卷第一號のはじめに／明治卅三年十月十五日記事／死後／くだもの／命のあまり／病牀苦語／天王寺畔の蝸牛盧／九月十四日の朝／煩悶／獺祭書屋俳話　増補再版（抄）／地圖的觀念と繪畫的觀念／俳諧反故籠／俳句新派の傾向／病牀問答／萬葉集卷十六／曙覽の歌／歌話／鶴物語／「こやす」といふ動詞／竹里歌話／萬葉集を讀む／我邦に短篇韻文の起りし所以を論ず／文界八つあたり／作家評家／若菜集の詩と畫／早稻田文學廢刊／寫生、寫實／叙事文／獺祭書屋俳句帖抄　上卷／竹乃里歌（抄）／仰臥漫録　※正岡子規（寺田透）／正岡子規（杉浦明平）／フモールの暗示（五味保義）／解題（久保田正文）／年譜（淺原勝編）／參考文獻（瓜生鐵二編）／詳細目次
54. 伊藤左千夫・長塚節集 - 伊藤左千夫集（野菊之墓／隣の嫁／紅黄録／奈々子／去年／提灯の繪をかく娘／水害雜録／三ヶ月湖遊記／和歌／續新歌論／再び歌之連作趣味を論ず／竹の里人／『我が命』に就て／強ひられたる歌論／表現と提供／『悲しき玩具』を讀む／叫びと話／叫びと俳句／文明。茂吉。柿乃村人評）／長塚節集（芋掘り／開業醫／おふさ／隣室の客／太十と其犬／炭燒のむすめ／佐渡が島／和歌／寫生の歌に就いて／齋藤君と古泉君）　※長塚節氏の赤光評（古泉千樫）／小説家としての伊藤左千夫（宇野浩二）／伊藤左千夫より（土屋文明）／長塚節の歌（齋藤茂吉）／長塚節素描より（若杉慧）／解題（本林勝夫）／年譜（永塚功・大戸三千枝編）／參考文獻（永塚功・大戸三千枝編）
55. 夏目漱石集 - 坊っちゃん／草枕／夢十夜／それから／文壇に於ける平等主義の代表者「ウオルト、ホイツトマン」Ｗａｌｔ　Ｗｈｉｔｍａｎの詩について／人生／倫敦消息／自轉車日記／「文學論」序／文學評論（抄）／長谷川君と余／博士問題とマードツク先生と余／現代日本の開化／俳句／日記―明治三十四年一月一日より十一月十三日まで／斷片―明治三十四年四月頃以降／書簡集　※夏目漱石（伊藤整）／『それから』の思想と方法（猪野謙二）／解題（猪野謙二）／年譜（熊坂敦子編）／參考文獻（熊坂敦子編）
56. 高浜虚子・河東碧梧桐集 - 高濱虚子集（虚子句集／女易者／百八の鐘／風流懺法・續風流懺法・風流懺法後日譚／欠び／斑鳩物語／大内旅宿／三疊と四疊半／彦太／死に絶えた家／俳句と新體詩／寫生趣味と空想趣味／俳躰詩論／俳諧スボタ經／子規居士と余）／河東碧梧桐集（碧梧桐句集（大須賀乙字選）／三千里・續三千里（抄）／俳句の新傾向に就て／新傾向の變遷）　※高濱虚子（山本健吉）／河東碧梧桐（阿部喜三男）／解題（山本健吉）／年譜（楠本憲吉・阿部喜三男編）／參考文獻（楠本憲吉・阿部喜三男編）
57. 明治俳人集 - 俳句二葉集／春夏秋冬（獺祭書屋主人編、碧梧桐・虚子共編）／續春夏秋冬（碧梧桐選）／俳諧新潮（十千萬堂紅葉輯）／正風明治俳句集より（其角堂機一・雪中庵宇貫校閲、雙樹庵ゝ舟編）／俳論篇（俳句界の新傾向（大須賀乙字）／日本特有の詩形（大須賀乙字））／寫生文篇（新囚人（寒川鼠骨）／夢の如し（坂本四方太）／鑄物日記（香取秀真）／小僧日記（梅吉）／蛇のから（岡傘谷））　※明治早期の俳壇情勢（勝峯晋風）／近代俳句抄（山本健吉）／寫生文に於ける「山」に就いての考察（市橋鐸）／もう一つのリアリズム（相馬庸郎）／解題（山本健吉）／明治俳諧年表（池上浩山人編）／參考文獻（池上浩山人編）／詳細目次
58. 土井晩翠・薄田泣菫・蒲原有明集 - 土井晩翠集（天地有情／曉鐘／東海遊子吟（抄）／新詩發生時代の思ひ出）／薄田泣菫集（暮笛集（抄）／ゆく春（抄）／二十五絃／白羊宮／詩集の後に）／蒲原有明集（草わかば／獨絃哀歌／春鳥集／有明集／仙人掌と花火の鑑賞／創始期の詩壇）　※晩翠の詩風（岡崎義惠）／薄田泣菫（日夏耿之介）／蒲原有明に於ける佛教的なるもの（關口宗念）／解題（矢野峰人）／年譜（松村緑編）／參考文獻（松村緑編）／詳細目次
59. 河井酔茗・横瀬夜雨・伊良子清白・三木露風集 - 河井醉茗集（無弦弓／塔影／玉蟲（抄）／霧（抄））／横瀬夜雨集（夕月／花守／二十八宿）／伊良子清白集（孔雀船）／三木露風集（夏姫／廢園／寂しき曙／白き手の獵人）　※河井醉茗論（川路柳虹）／横瀬夜雨（本間久雄）／再刻本孔雀船解説（日夏耿之介）／三木露風の幻想的象徴（岡崎義惠）／解題（矢野峰人）／年譜（島本融・松村緑編）／參考文獻（松村緑編）／詳細目次
60. 明治詩人集（一） - 新體詩抄初編（外山正一・矢田部良吉・井上哲次郎仝撰）／新體詞選（山田武太郎編）／於母影／抒情詩（宮崎八百吉編）／戸川残花篇（朝　他十二篇）／湯浅半月篇（十二の石塚／半月集（抄））／前田林外篇（夏花少女／花妻（抄））／宮崎湖處子篇（湖處子詩集）／中西梅花篇（新體梅花詩集）／山田美妙篇（新調韻文青年唱歌集（抄））／高安月郊篇（夜涛集／寝覺草（抄））／馬場孤蝶篇（酒匂川　他十二篇）／三木天遊・繁野天来篇（松虫鈴虫）　※創始期の新體詩（矢野峰人）／解題（矢野峰人）／年譜（松村緑編）／參考文獻（松村緑編）／詳細目次
61. 明治詩人集（二） - 滝沢秋暁篇（有明月（抄））／今村敬天篇（短笛長鞭（抄））／平木白星篇（ひひらぎ集）／吉野臥城篇（小百合集）／山本露葉篇（風月万象より）／清水橘村篇（野人（抄）／筑波紫（抄））／正富汪洋篇（夏ひさしより／小皷（抄））／小山内薫篇（小野のわかれ）／野口雨情篇（茄子の花　他十四篇）／小牧暮潮篇（なみまくら　他十一篇）／人見東明篇（夜の舞踏（抄））／相馬御風篇（御風詩集（抄））／澤村胡夷篇（湖畔の悲歌）／山村暮鳥篇（三人の處女）／佐藤澱橋篇（洗禮の歌　他十二篇）／加藤介春篇（汗　他二十一篇）／有本芳水篇（磯山小寺　他十四篇）／福田夕咲篇（春のゆめ（抄））／服部嘉香篇（火葬場　他十一篇）／森川葵村篇（夜の葉（抄））／川路柳虹篇（路傍の花（抄））／三富朽葉篇（第一詩集）／『自然と印象』より　※當今の新體詩人（櫻井天壇）／自然主義的表象詩論（岩野泡鳴）／主觀詩と氣分象徴（服部嘉香）／『文庫』の詩（抄）（河井醉茗）／解題（矢野峰人）／年譜（杉本邦子編）／參考文獻（杉本邦子編）／詳細目次／
62. 明治漢詩文集 - 明治漢詩集（岡本黄石／小野湖山／大沼枕山／森春濤／菊池三溪／伊藤聴秋／鱸松塘／谷如意／江馬天江／栗本鋤雲／向山黄村／杉浦梅潭／木村芥舟／田邊蓮舟／成島柳北／長三洲／堤静斎／谷口藍田／秋月天放／南摩羽峯／鷲津毅堂／中村敬宇／亀谷省軒／竹添井井／土屋鳳洲／依田学海／西岡宜軒／野口松陽／多田東蕪／薄井小蓮／緒方南湫／巖谷一六／日下部鳴鶴／宮島栗香／大須賀筠軒／西郷南洲／大久保甲東／木戸松菊／柳原前光／副島蒼海／中井櫻洲／伊藤春畝／長岡雲海／渡邊楓關／陸奥福堂／杉聴雨／股野藍田／芳川越山／田中夢山／古澤介堂／西園寺陶庵／末松青萍／福原周峯／橋本蓉塘／上夢香／神波即山／丹羽花南／永坂石埭／永井禾原／阪本三橋／岩溪裳川／高島九峯／大島怡齋／神田香巖／籾山衣洲／矢土錦山／大江敬香／国分青厓／釋愚庵／長尾雨山／釋清潭／石田東陵／福田静處／桂湖村／森槐南／高野竹隠／本田種竹／木蘇岐山／宮崎晴瀾／佐藤六石／大久保湘南／田邊碧堂／野口寧斎／土居香国／小室屈山／阪口五峯／小泉盗泉／長井金風／中野逍遙／落合東郭／北條鴎所／関澤霞庵／磯野秋渚／服部擔風／結城蓄堂／金井秋蘋／西村天囚／内藤湖南／稲葉君山／田邊松坡／福井學圃／藤波千溪／松平
63. 佐佐木信綱・金子薫園・尾上柴舟・太田水穂・窪田空穂・若山牧水集 -佐佐木信綱集（征清歌集より／思草／遊清吟藻／新月／われらの希望と疑問／戀歌につきて／又の志をり）／金子薫園集（かたわれ月／叙景詩より／小詩國／伶人より／わがおもひ／覺めたる歌／山河）／尾上柴舟集（ハイネノ詩／叙景詩より／銀鈴／静夜／永日／日記の端より／予が半生の歌人經歴／短歌滅亡私論／「短歌滅亡私論」を書いた頃）／太田水穗集（つゆ艸／山上湖上より／續山上篇／新歌壇私見／疑問の解決と個性の質量／短歌滅亡論より）／窪田空穗集（まひる野／明暗より／空穗歌集（抄）／濁れる川（抄）／昔の早稻田）／若山牧水集（別離／路上／死か藝術か／旅とふる郷（抄））　※思想をよみて（ビイ、エツチ、チェンバレイン）／歌人信綱先生（五島茂）／金子薫園の歌（山崎敏夫）／尾上柴舟「銀鈴」（小泉苳三）／「續山上篇」の性格（久徳高文）／「まひる野」と空穗の出發（川口常孝）／若山牧水（中島健藏）／解題（山崎敏夫）／年譜（山崎敏夫編）／參考文獻（山崎敏夫編）／詳細目次
64. 明治歌人集 - 服部躬治篇（迦具土）／天田愚庵篇（巡禮日記より／愚庵和歌／草庵謾言）／正富汪洋篇（夏ひさしより／小皷（抄））／青山霞村篇（池塘集（抄））／近藤元篇（驕樂／南方の花）／前田夕暮篇（収穫／陰影）／土岐哀果篇（ＮＡＫＩＷＡＲＡＩ／黄昏に／不平なく／はつ戀）／與謝野禮嚴篇（禮嚴法師歌集）／矢澤孝子篇（雞冠木／はつ夏）／岡稲里篇（朝夕／早春）／百田楓花篇（愛の鳥）／森園天涙篇（マヒルノ山）／田波御白篇（御白遺稿）／武山英子篇（傑作歌選第二輯武山英子／“武山英子拾遺”）／川田順篇（伎藝天／陽炎）／鮎貝槐園篇（“短歌三六首”／竹の里人選歌（抄））　※前田夕暮の人と作品（新間進一）／明治期の哀果（武川忠一）／墓穴まで（黒田幹一）／淺香社の二歌人（扇畑忠雄）／解題（山崎敏夫）／年譜（山崎敏夫編）／參考文獻（山崎敏夫編）／詳細目次
65. 小杉天外・小栗風葉・後藤宙外集 - 小杉天外集（卒都婆記／楊弓塲の一時間／初すがた／はやり唄）／小栗風葉集（寝白粉／龜甲鶴／五反歩／下士官／涼炎／深川女房／戀ざめ／ぐうたら女／世間師）／後藤宙外集（ありのすさび／獨行／自然主義比較論）　※小杉天外論（田山花袋・青果生・徳田秋江・白雲子・守田有秋・徳田秋聲）／はつ姿“批評”／小栗風葉論（小杉天外・相馬御風・正宗白鳥・江東生・岡本靈華・徳田秋江・守田有秋・青果生）／龜甲鶴“新小説各評”／ありのすさび“鷸翮掻”（歸休庵）／闇のうつゝ“雲中語”／解題（伊藤整）／年譜（大塚豊子・岡保生編）／參考文獻（大塚豊子・岡保生編）
66. 国木田独歩集 - 武藏野／源おぢ／忘れえぬ人々／河霧／富岡先生／牛肉と馬鈴薯／女難／第三者／正直者／湯ヶ原より／少年の悲哀／夫婦／春の鳥／運命論者／巡査／酒中日記／馬上の友／惡魔／畫の悲み／空知川の岸邊／非凡なる凡人／鎌倉婦人／二少女／帽子／號外／戀を戀する人／竹の木戸／窮死／疲勞／節操／二老人／都の友へ、Ｂ生より／肱の侮辱／湯ヶ原ゆき／鎌倉妙本寺懐古／秋の入日／群書ニ渉レ／アンビシヨン／吉田松陰及び長州先輩に關して／不知庵譯「罪と罰」／養子／吾が知る少女の事を記す／波涛／大連灣占領後の海事通信／苦悶の叫／豊後の國佐伯／想出るまゝ／唯暗を見る／新躰詩の現状／高山文學士の論文に就て／夜の赤坂／福澤翁の特性／陶庵侯に就て／予の作物と人氣／自然を寫す文章／我は如何にして小説家となりしか／十年前の田園生活／予が作品と事實／雜談／余と自然主義／病牀雜記／愛讀せる外國の小説戲曲／不可思議なる大自然　※獨歩氏の作に低徊趣味あり（夏目漱石）／獨歩氏の特長（徳田秋聲）／澁谷時代の獨歩（田山花袋）／日光時代（田山花袋）／鎌倉在住前後の獨歩氏（齋藤弔花）／國木田治子未亡人聞書（本多浩）／國木田獨歩論（中島健藏）／解題（中島健藏）／年譜（川岸みち子編）
67. 田山花袋集 - わすれ水／野の花／隣室／少女病／蒲團／一兵卒／朝／髪／樂園／露骨なる描寫／第二軍從征日記　※「生」の評（岩野泡鳴）／花袋論の一端（岩野泡鳴）／田山氏の『一兵卒』に於ける描寫上の欠點（岩野泡鳴）／感情家の花袋氏（岩野泡鳴）／田山花袋（正宗白鳥）／田山花袋全集に寄す（島崎藤村）／花袋文學の本質（吉田精一）／「平面描寫」論の周邊（和田謹吾）／解題（吉田精一）／年譜（和田謹吾編）／參考文獻（和田謹吾編）／詳細目次
68. 徳田秋声集 - 惰けもの／雲のゆくへ／春光／絶望／二老婆／出産／新世帯／娶／二十四五／足迹／痛み　※徳田秋聲氏を論ず（生田長江）／徳田秋聲氏に寄する書（相馬御風）／人及び藝術家としての徳田秋聲氏（近松秋江）／徳田秋聲（寺田透）／解題（吉田精一）／年譜（榎本隆司編）／參考文獻（榎本隆司編）
69. 島崎藤村集 - 若菜集／春／家／人生の風流を懐ふ／村居謾筆／おもひいずるまゝ／西花餘香／藁草履／爺／無言の人／千曲川のスケツチ（抄）　※新しき聲（蒲原有明）／藤村様式試論（岡崎義惠）／藤村文學の循環性（笹淵友一）／解題（笹淵友一）／年譜（和田謹吾編）／參考文獻（和田謹吾編）／詳細目次
70. 真山青果・近松秋江集 - 眞山青果集（南小泉村／敗北者／久本氏／茗荷畠／癌腫／家鴨飼／鶏一羽／寺の杉／乳母／父母の家／枝／杣の小屋）／近松秋江集（雪の日／別れたる妻に送る手紙／執着／疑惑／愛着の名殘り／うつり香／文壇無駄話）　※自然主義作家としての眞山青果（猪野謙二）／近松秋江（伊藤整）／解題（平野謙）／年譜（榎本隆司編）／參考文獻（榎本隆司編）
71. 岩野泡鳴集 - 悲戀悲歌／戀のしやりかうべ／放浪／發展／野田新兵／正美先生／ぼんち／人か熊か／醜婦／神秘的半獸主義／現代小説の描寫法／小説家としての島崎藤村氏／描寫再論　※岩野泡鳴氏を論ず（大杉榮）／岩野泡鳴（正宗白鳥）／岩野泡鳴（河上徹太郎）／岩野泡鳴（寺田透）／解題（吉田精一）／年譜（杉本邦子編）／參考文獻（杉本邦子編）／詳細目次
72. 水野葉舟・中村星湖・三島霜川・上司小剣集 - 水野葉舟集（さあちやんと安井／おみよ／ある女の手紙／微温／壁畫／石塊／草と人（抄））／中村星湖集（驕兒／村の西郷／一切の事／畑／粉負ひ／通過／蛆蟲のやうに／女のなか）／三島霜川集（埋れ井戸／青い顔／孤獨／虚無）／上司小劍集（木像／東光院／父の婚禮）　※水野葉舟集（吉田精一）／中村星湖論（中村孤月）／中村星湖（吉田精一）／三島霜川と横山源之助（中村武羅夫）／上司小劍論（中村孤月）／解題（吉田精一）／年譜（山田清吉・榎本隆司・伊狩章・紅野敏郎編）／參考文獻（山田清吉・榎本隆司・伊狩章・紅野敏郎編）
73. 永井荷風集 - 薄衣／山谷菅垣／闇の叫び／新任知事／あめりか物語（抄）／ふらんす物語（抄）／歡樂／歸朝者の日記／冷笑／すみだ川／若旦那／風邪ごゝち／名花／樂屋十二時／我が思想の變遷／紅茶の後（抄）／浮世繪の夢／書かでもの記　※小説道樂（井上唖々）／永井荷風君（相馬御風）／永井荷風君（正宗白鳥）／告白小説としての『冷笑』（小池堅治）／解題（成瀬正勝）／年譜（柘植光彦編）／參考文獻（柘植光彦編）／詳細目次
74. 明治反自然派文学集（一） - 北原白秋篇（邪宗門／思ひ出（抄）／東京景物及其他）／木下杢太郎篇（木下杢太郎詩集（抄）／食後の唄／南蠻寺門前／唐草表紙（抄）／地下一尺集）／吉井勇篇（酒ほがひ／午後三時）／長田秀雄篇（春愁　他二十一篇）／長田幹彦篇（澪／零落）／平出修篇（未定稿）／石井柏亭篇（水村雜詠　他十八篇）／スバル歌人集（三ケ島葭子／岡本かの子／萬造寺齊／中村三郎／原田琴子）　※「明星」から「スバル」へ（野田宇太郎）／パンの會略説（野田宇太郎）／詩集「邪宗門」を評す（木下杢太郎）／享樂人（和辻哲郎）／唐草表紙　序（森林太郎）／唐草表紙　序（夏目金之助）／詩人畫家石井柏亭（野田宇太郎）／解題（野田宇太郎）／年譜（遠藤祐編）／參考文獻（遠藤祐編）／詳細目次
75. 明治反自然派文学集（二） - 安倍能成篇（長兄／「近代文藝之研究」を讀む／自己の問題として見たる自然主義的思想／自然主義に於ける浪漫的傾向／自然主義に於ける主觀の位置）／小宮豊隆篇（寒き影／淡雪／ダヌンチオの『死の勝利』と森田草平の『煤煙』）／阿部次郎篇（狐火／驚嘆と思慕／自ら知らざる自然主義者／再び自ら知らざる自然主義者／内生活眞寫の文學／内生活直寫の文學（再び））／和辻哲郎篇（夢のさめぎは／常磐／戯曲首級）／鈴木三重吉篇（女／黒血）／森田草平篇（落果／扉）／寺田寅彦篇（やもり物語／障子の落書）／小山内薫篇（留任／青泊君／感謝／反古）／谷崎潤一郎篇（刺青／少年）／後藤末雄篇（推移／死繪／素顔）／久保田万太郎篇（お米と十吉）／水上瀧太郎篇（新次の身の上／夢がたり評議員會）／青木健作篇（虻／夜の人々）／生田長江篇（自然主義論）　※鈴木三重吉論（本間久雄）／四十四年文壇囘顧（宮本和吉）／「遊蕩文學」の撲滅（赤木桁平）／漱石と「朝日文藝欄」（熊坂敦子）／解題（成瀬正勝）／年譜（助川徳是他編）／參考文獻（助川徳是他編）
76. 初期白樺派文学集 - 武者小路実篤篇（荒野／潔の日記／“『おめでたき人』”附録／「自己の為」及び其他について／挿畫に就てより／六號雜感より）／志賀直哉篇（有島壬生馬兄足下／濁つた頭／モデルの不服／日記より）／正親町公和篇（萬屋）／木下利玄篇（お京／女の人／山遊び／山の宿／短歌）／有島武郎篇（西方古傳／二つの道／も一度「二つの道」に就て／觀想録第十二卷より）／有島生馬篇（畫家ポール、セザンヌ／ボーヂユの森林／獸人）／里見弴篇（手紙／君と私と）／園池公致篇（鏡／遁走／驢馬）／日下諗篇（給仕の室）／長與善郎篇（亡き姉に／兎／改名のこと）／柳宗悦篇（革命の畫家）／郡虎彦篇（松山一家／夜潮のどよみ／製作について／鐵輪（改作））／“『白樺』創刊の辭”／“『白樺』六號記事”より（發刊に際して（記者數人）／編輯室にてより（明治四十三年九月號）／編輯室にてより（明治四十四年十月號　Ｙ、Ｍ）／版畫展覽會（明治四十四年十一月號　記者）／ロダンの彫刻の來た事について（無車）／ロダン彫刻入京記（柳）／私信（志賀直哉））　※新進作家論（赤木桁平）／自然主義前派の跳梁（生田長江）／最近思潮の一逆轉（生田長江）／所謂「自然主義前派」に就て（赤木桁平）／既に一轉機、
77. 明治史論集（一） - 新日本史　竹越與三郎（新日本史上／新日本史中／新日本史年表）／文明東漸史　藤田茂吉（文明東漸史自序／文明東漸史内篇）／開國始末（抄）　島田三郎（撮記五則／緒言／開國始末／自著總論）／開國五十年史（抄）大隈重信（開國五十年史論／開國五十年史結論）／史疑徳川家康事蹟　村岡素一郎（史疑東照公事蹟序（重野安繹）／自序／史疑）／新版由比正雪　小泉三申（自序／由比正雪）　※明治初年の史學界と近代歴史學の成立（大久保利謙）／啓蒙史學（家永三郎）／明治の史論家（白柳秀湖）／解題（松島榮一）
78. 明治史論集（二） - 赤穗義士實話　重野安繹／兒島高徳考　重野安繹／平家物語源平盛衰記は誤謬多し　星野恒／太平記は史學に益なし　久米邦武／神道ハ祭天の古俗　久米邦武／“「史海」再録に際しての序跋”　田口鼎軒／神道者諸氏に告ぐ　田口鼎軒／神道は祭天の古俗と云へる文章に付問答の始末　倉持治休他／上世年紀考　那珂通世／史家としてのマルクス　坪井九馬三／時勢とナポレオン　箕作元八／日韓古史斷より　吉田東伍／歴史と人傑　白鳥庫吉／倭女王卑彌呼考　白鳥庫吉／歴史より觀たる自殺特に情死　三上参次／卑彌呼考　内藤虎次郎／法隆寺金堂塔婆及中門非再建論　関野貞／日本中世史第壹卷　原勝郎／關野平子二氏の法隆寺非再建論を駁す　喜田貞吉／國史之教育より　喜田貞吉／天慶の亂を論ず　三浦周行／日本近世史第一卷上冊一　内田銀蔵／史論の流行　津田左右吉／武士道の淵源に就て　津田左右吉／三味線の傳來　津田左右吉／我が國日記の沿革を述べて馬琴翁の日記鈔に及ぶ　黒板勝美／セーリグマン教授の「歴史の經濟的説明」　河上肇／史學原序及目録・第一編（上・下）　Ｇ・Ｇ・ゼルフィー／史學會雜誌編纂ニ付テ意見　ルドウヰヒ・リース　※西洋史學の本邦史學に與へたる影響（今井登志喜）／思ひ出
79. 明治芸術・文学論集 - 西周篇（美妙學説）／菊池大麓篇（修辭及華文）／フェノロサ篇（美術眞説）／末松謙澄篇（歌樂論／日本文章論／演劇改良意見）／中江兆民篇（維氏美學　緒論）／高田半峯篇（當世書生氣質の批評／日本の意匠及情交　芝居之部）／外山正一篇（演劇改良論私考／日本繪畫ノ未來）／大西祝篇（批評論／滑稽の本性／悲哀の快感／詩歌論／審美的感官を論ず）／森鴎外篇（外山正一氏の畫論を駁す／審美論／『月草』叙）／高橋由一篇（高橋由一履歴）／島村抱月篇（審美的意識の性質を論ず／美學と生の興味）／大塚保治篇（審美的批評の標準／美學の性質及其研究法／ロマンチツクを論じて我邦文藝の現況に及ぶ／京都畫家對東京畫家）／高山樗牛篇（宗教と美術／美學上の理想説に就いて／日本畫の過去將來に就いて）／高村光太郎篇（第三囘文部省展覽會の最後の一瞥／フランスから歸つて／緑色の太陽）　※フェノロサ『美術眞説』（柳田泉）／末松謙澄の「歌樂論」（柳田泉）／美學者としての大西祝（土方定一）／森鴎外と明治美學史（土方定一）／解題（土方定一）／年譜（匠秀夫・陰里鐵郎編）／參考文獻（匠秀夫・陰里鐵郎編）
80. 明治哲学思想集 - 西周篇（生性發蘊（抄）第一卷第一篇　源ニ泝リ宗ヲ開ク）／西村茂樹篇（自識録（抄）／續自識録（抄））／加藤弘之篇（道徳法律之進歩（抄）第一章　利己心并に利他心／進化學より見たる哲學）／井上圓了篇（哲學一夕話）／清沢満之篇（純正哲學）／清野勉篇（哲學字彙編纂ノ事ヲ論ジ併テ世ノ言語改良家ニ告グ（抄））／大西祝篇（倫理攷究ノ方法并目的／良心トハ何ゾヤ／忠孝と道徳の基本／理性の權威／哲學史とは何ぞや）／井上哲次郎篇（教育と宗教の衝突／我世界觀の一塵／倫理と宗教の關係（抄）第七章　理想的宗教即ち理想教）／元良勇次郎篇（快樂は倫理の標準と為り得べきや否や／心とは何ぞや／ヘゲルの存在論に就て）／桑木厳翼篇（哲學概論（抄）／ニーチェ氏倫理説一斑（抄）／法則と規範―眞と善／「プラグマティズム」に就て）／波多野精一篇（カント倫理學説の大要）／朝永三十郎篇（學究漫録／哲學史攻究の旨趣と研究法とに就て／懐疑思潮に付て）／金子馬治篇（キヤーケゴールドの人生觀）／吉田静致篇（人格的唯心論に就て）／西田幾多郎篇（善の研究）　※明治時代の日本哲學　其二（三枝博音）／近代日本の思想家達（高坂正顯）／『善の研究』について抄（西谷啓治）／明治思想史に
81. 明治女流文学集（一） - 税所敦子篇（御垣の下草（抄））／松の門三艸子篇（松の門三艸子歌集（抄））／中島歌子篇（萩のしつく（抄））／下田歌子篇（雪の下草（抄）／寂しき宮居）／中島湘烟篇（善惡の岐）／竹屋雅子篇（詠草（抄）／雲間の月／其折々）／清水紫琴篇（したゆく水）／三宅花圃篇（八重櫻／歌人／萩桔梗）／小金井喜美子篇（星／浴泉記／名譽夫人／心づくし）／木村曙篇（婦女の鑑／操くらべ／わか松）／田沢稲舟篇（月にうたふさんげの一ふし／五大堂）／大塚楠緒子篇（離鴛鴦／空薫／そら炷續編）／北田薄氷篇（乳母）　※藪の鶯（宮本百合子）／閨秀小説を讀みて（十二角生）／湘煙女史を想ふ抄（相馬黒光）／竹屋雅子について（鹽谷泰代）／紫琴女史の片影抄（相馬黒光）／お茶の水時代（三宅花圃述・神崎清記）／明治女流作家論抄（塩田良平）／解題（塩田良平）／年譜（福谷幸子編）／參考文獻（福谷幸子編）
82. 明治女流文学集（二） - 瀬沼夏葉篇（薄命／里の女／餘計者／六號室）／国木田治子篇（破産）／長谷川時雨篇（廿八日／小説　雲／落日／小説　暗／かつぽれ／マダム貞奴）／森しげ篇（波瀾／あだ花）／小寺菊子篇（赤坂／河原の對面）／岡田八千代篇（繪の具箱／三日／お島）／田村俊子篇（露分衣／あきらめ／誓言／炮烙の刑）／水野仙子篇（四十餘日／神樂坂の半襟／輝ける朝）　※當今の女流作家（徳田秋江）／女流作家の群（生方敏郎）／長谷川時雨（岡田八千代）／岡田八千代女史の作品（稻垣達郎）／田村俊子の追憶（上司小劍）／水野仙子さんの思ひ出（今井邦子）／明治女流作家論抄（塩田良平）／解題（塩田良平）／年譜（福谷幸子編）／參考文獻（福谷幸子編）
83. 明治社会主義文学集（一） - 田岡嶺雲篇（嶺雲搖曳／第二嶺雲搖曳（抄）／現代の病根／作家ならざる二小説家／戰袍餘塵）／高山樗陰篇（樗陰遺稿無絃琴）／松岡荒村篇（荒村遺稿（抄））／白柳秀湖篇（畜生戀／黄昏／驛夫日記／食後／今の所謂文筆の士／吾人の見たる現時の文壇／革命時代と文學／鐵火石火（抄））／中里介山篇（笛吹川／牧童／亂調激韵／水火の賦）／吉田絃二郎篇（淺黄服の男／師走の夜空）／児玉花外篇（社會主義詩集／花外詩集／同情録（抄））／小塚空谷篇（あはれ靈なき人の子よ　他十五篇）／大塚甲山篇（冬の蝶　他八篇）／児玉星人篇（涙花集　他一篇）／山口孤剣篇（戰爭を呪ふ　他十篇）／内海信之篇（硝煙―内海信之詩集（抄））／小杉未醒篇（陳中詩篇／附録　朝鮮日記）／添田唖蝉坊篇（新流行歌集（抄））／人間僅五十圓（幽冥路）／蝶ひらり（幽冥路）／クエカ信徒の信念を懐ふ（高濱長江）／村の平和（野口雨情）／春の句他（小川芋錢）／駒繪（小杉未醒／小川芋錢／竹久夢二／平福百穗）　※平民社時代（堺利彦）／明治に於ける社會主義文學の勃興と展開（柳田泉）／明治文學の人民的動向（小田切秀雄）／解題（小田切進）／年譜（小田切進編）／參考文獻（小田切進編）／詳細目次
84. 明治社会主義文学集（二） - 福田英子篇（わらはの思出）／幸徳秋水篇（鳥語傳（公冶長物語）／長廣告／兆民先生／文士としての兆民先生／平民主義（抄）／余が思想の變化）／片山潜篇（故郷）／正岡芸陽篇（嗚呼賣淫國／人道之戰士（田中正造））／堺利彦（枯川）篇（隔塀物語／當世品定／蝶くらべ／白頭の戀／よろづ文學（抄）／望郷臺）／石川三四郎篇（虚無の靈光／自由戀愛私見／小學校教師に告ぐ／平民の心情）／赤羽巌穴篇（亂雲驚涛／谷中の廢村を訪ふ記／現社會の三奴隷／江川一座の娘玉乘／農民の福音（抄））／荒畑寒村篇（インバネス物語／舞ひ姫／座布團）／平出修篇（畜生道／所謂戰爭文學を排す）／社會主義の詩（由分社編纂）／余は如何にして社會主義者となりし乎（西川光次郎他）／遭逢と別離と（平出修）／平民短歌（荒畑寒村他）／噫露國の同志よ（荒畑寒村）／激湍集（赤羽巖穴）／流れ木（荒畑寒村）　※社會主義者と文藝（荒畑寒村）／藤村氏の詩及び小説と初期の社會主義運動（白柳秀湖）／「種蒔く人」以前（平野謙）／解題（小田切進）／年譜（小田切進編）／參考文獻（小田切進編）／詳細目次／明治社會主義文學年表（小田切進編）
85. 明治史劇集 - 依田学海・川尻宝岑篇（吉野拾遺名歌譽／文覺上人勸進帳）／福地桜痴篇（春日局／關原譽凱歌／東鑑拝賀卷）／山田美妙篇（村上義光錦旗風）／高安月郊篇（重盛／江戸城明渡）／松居松葉篇（紫宸殿の雪石山寺の月惡源太／袈裟と盛遠）／森鴎外篇（日蓮聖人辻説法）／岡本綺堂篇（脚本維新前後）／山崎紫紅篇（歌舞伎物語／その夜の石田／信玄最期／頼朝）／長谷川時雨篇（脚本操）　※明治史劇の諸條件（戸板康二）／明治の史劇作家（秋庭太郎）／解題（戸板康二）／年譜（山本二郎編）／參考文獻（山本二郎編）
86. 明治近代劇集 - 依田学海篇（政黨美談淑女の操／政黨餘談淑女の後日）／尾崎紅葉篇（戀の病）／北村透谷篇（惡夢）／藤野古白篇（戰爭）／山田美妙篇（夢幻日記）／小栗風葉篇（豫備兵）／小山内薫篇（非戰闘員）／岡田八千代篇（灰燼）／岩野泡鳴篇（焔の舌）／佐藤紅緑篇（雲のひびき）／佐野天声篇（意志）／永井荷風篇（異郷の戀）／真山青果篇（暴風雨）／木下杢太郎篇（醫師ドオバンの首）／吉井勇篇（偶像）／郡虎彦篇（タマルの死）／中村吉蔵篇（老後）／長谷川時雨篇（ある日の午後）　※明治近代戲曲のあゆみ（秋庭太郎）／解題（秋庭太郎）／年譜（藤木宏幸編）／參考文獻（藤木宏幸編）
87. 明治宗教文学集（一） - 福田行誡篇（雪窓答問／教部省へ建言）／島地黙雷篇（十七論題修齊通書）／釈雲照篇（佛教大意）／井上圓了篇（眞理金針）／村上専精篇（日本佛教一貫論）／田中智学篇（本化攝折論）／大道長安篇（救世教）／近角常観篇（懺悔録）／釈宗演篇（筌蹄録（抄））／境野黄洋篇（我徒の宣言／羸弱思想の流行／自由討究主義としての新佛教／建全なる信仰の要件／教なき國／宗教の近世的着色／新佛教十年史）　※明治宗教史（島地大等）／明治の佛教思想（吉田久一）／解題（吉田久一）／年譜（吉田久一編）／參考文獻（吉田久一編）
88. 明治宗教文学集（二） - 小崎弘道篇（政教新論／信仰之理由）／柏木義円篇（普通教育論／勅語と基督教／再び井上哲二郎氏に質す／勅語濫用の弊衝破せざる可らず／加藤文學博士に答ふ―所謂國家主義の妄謬を排す／對加藤博士論戰／加藤文學博士の駁論を駁す／基督教の人間觀）／柏井園篇（人事の壯觀／基督教の美／基督教の正義／明治の基督教文學）／松村介石篇（信仰之道／修養録より）／本多庸一篇（基督教と日本／感謝）／海老名弾正篇（新人の三識／我活ける神／新日本の精神的國是／國民教育と基督教）／新渡戸稲造篇（武士道／教育の目的／青年修養法より）／山室軍平篇（平民之福音）／石井十次篇（新刊岡山孤兒院）／留岡幸助篇（家庭學校／人生は恰も一大葡萄園の如し／基督教と慈善事業／神の委託事業）／浮田和民篇（帝國主義の教育／國民教育論／現時の青年に告ぐ／百年前の世界と百年後の世界）　※我が見たる耶蘇教會の諸先生（山路愛山）／日本基督教史要より（比屋根安定）／「近代」日本の成立とキリスト教（隅谷三喜男）／解題（武田清子）／年譜（武田清子・小澤浩・岡田典夫編）／參考文獻（武田清子・小澤浩・岡田典夫編）
89. 明治歴史文学集（一） - 村上浪六篇（奴の小万／破太鼓）／塚原渋柿園篇（山崎合戰／侠足袋）／大倉桃郎篇（歴史物語江戸城／萬石浪人）　※歴史小説研究（柳田泉）／虚像と實像・村上浪六（村上信彦）／兵馬倥偬の人（塚原蓼洲）／小御門（岩本堅一）／大倉桃郎の歴史小説（岡保生）／解題（稻垣達郎）／年譜（山崎一穎編）／參考文獻（山崎一穎編）
90. 明治歴史文学集（二） - 元禄快擧録　福本日南／元禄快擧別録　三田村玄龍　※文豪福本日南先生の十周年を追懐す（大熊淺次郎）／文豪としての福本日南翁（雜賀鹿野）／福本日南に就いて（柳田泉）／鳶魚翁（柴田宵曲）／三田村鳶魚（戸板康二）／附『元禄快擧眞相録』年表／解題（瀬沼茂樹）／年譜（榎本隆司・杉崎俊夫編）／參考文獻（榎本隆司・杉崎敏夫編）
91. 明治新聞人文学集 - 矢野龍渓篇（改良意見書）／犬養木堂篇（人間同等ノ主義／“東京士人ハ進取的政治思想ヲ振起スベシ”／通商論／讀東京日々新聞／再駁東京日々新聞／情理ノ辨／“年頭ノ辭”／執政官が意見を公示するの例を開くハ何れの時ぞ／憲法發布第一週年ノ頌辭／後藤伯爵／栗本鋤雲先生／都人士／民報刊行の趣旨／憲法第六十七條「同意」の解釋／再び憲法第六十七條の「同意」を釋す）／沼間守一篇（普ネク天下ノ俊傑ヲ招集シテ國憲ヲ制定セサル可ラズ／東京府會ハ權外ノ事ヲ議スルニ非ザル乎／藤原氏王室ヲ待ツノ制猶今日ニ存スル乎／地方官諸君ニ告ク／内閣ノ改革ハ果シテ國會ノ開設ヲ豫望スルニ足ル乎／告國會願望者諸君／凡庸政治家ノ通弊／地方官ハ宜シク議會ノ下ニアルベシ／“板垣退助君ヲ上野精養軒ニ招待セシ時ノ演説”／東京府民ニ告ク／直輸出未ダ必シモ喜ブベキニ非ズ／社會進歩ノ度ニ隨ヒ撰擧權ヲ伸濶スヘシ）／肥塚龍篇（婚姻性質辨／非天説／告東京府民／政事上ノ主宰ハ誰ソ／人ノ人才平均法ヲ問フニ答フ／兵制新論／政府ハ如何ナル基礎ノ上ニ架設スル者ナルヤ／非貧民救助論／日本鉄道會社ヲ論ス／天道是耶非耶）／島田三郎篇（國會第一期の政治意見／憲法第六十七條の疑問／足尾銅山鑛毒事件／憲
92. 明治人物論集 - 鳥谷部春汀篇（明治人物月旦（抄））／鵜崎鷺城篇（薩の海軍・長の陸軍）／横山健堂篇（新人國記（抄）／文壇人國記）／池辺三山篇（明治維新三大政治家）／石川半山篇（當世人物評（抄））／山本亀城篇（政界の寧馨兒（抄））　※鳥谷部春汀君（淺田江村）／『此筆二十年』序（正岡藝陽）／池邊吉太郎先生（瀧田樗陰）／石川半山を憶ふ（杉村楚人冠）／豪放にして細心（廣津和郎）／二面性の彼（長谷川如是閑）／解題（木村毅）／年譜（田熊渭津子・海老原惇編）／參考文獻（田熊渭津子・海老原惇編）／詳細目次
93. 明治家庭小説集 - 草村北星篇（濱子）／菊池幽芳篇（家庭小説乳姉妹）／田口掬汀篇（家庭小説女夫波）／大倉桃郎篇（琵琶歌）　※家庭小説の展開（瀬沼茂樹）／解題（瀬沼茂樹）／年譜（岡保生・瀬沼茂樹編）／參考文獻（岡保生編）
94. 明治紀行文学集 - 饗庭篁村篇（鹽原入浴の記／木曽道中記／水戸の觀梅）／幸田露伴篇（醉興記／まき筆日記／地獄溪日記／草鞋記程）／正岡子規篇（はて知らずの記）／山田美妙篇（戸隱山紀行）／尾崎紅葉篇（煙霞療養）／大橋乙羽篇（千山萬水（抄）／續千山萬水（抄））／川上眉山篇（ふところ日記）／徳富蘆花篇（兩毛の秋／雨の水國）／大町桂月篇（一簑一笠（抄）／那須野／十和田湖）／田山花袋篇（日光山の奥／多摩の上流／春の日光山／秋の日光山／熊野紀行／月瀬紀遊／秋の岐蘇路／雪の信濃路）／遅塚麗水篇（不二の高根／飛騨越日記／秋の京都／幣袋）／与謝野鉄幹・木下杢太郎・北原白秋・平野萬里・吉井勇篇（五足の靴）／小島烏水篇（白峰山脈縱斷記／日本北アルプス縱斷記）　※現代の紀行文（田山花袋）／明治の紀行文（高須芳次郎）／解題（福田清人）／略歴（岡保生編）
95. 明治少年文学集 - 巖谷小波篇（當世少年氣質／初午の太鼓／菊の紋／羅生門／一休和尚）／幸田露伴篇（二宮尊徳／鐵三鍛／休暇傳）／山田美妙篇（雨の日ぐらし）／宮崎三昧篇（親の恩）／原抱一庵篇（少年小説新年）／泉鏡花篇（金時計／旅僧／簑谷）／北田薄氷篇（おいてけぼり／食辛棒）／村井弦斎篇（近江聖人）／森田思軒篇（勇少年冒險譚十五少年）／桜井鴎村篇（海島冒險奇譚初航海）／押川春浪篇（海底軍艦）／久留島武彦篇（近衛新兵）　※明治の兒童文學（福田清人）／幼年文學と漣山人（櫻井鴎村）／小波先生お伽二十年史（木村小舟）／幸田露伴の少年文學（福田清人）／森田思軒氏（遅塚麗水）／酒に死せる押川春浪（大町桂月）／解題（福田清人）／參考文獻（福田清人編）
96. 明治記録文学集 - 明治富豪史　横山源之助／數奇傳　田岡嶺雲／活地獄　小山六之助／神も佛もなき闇の世の中　錦織剛清／谷中村滅亡史　荒畑寒村／死出の道艸　菅野すが子／現代名士の演説振（抄）　小野田翠雨　※解題（神崎清）／參考文獻（神崎清編）／詳細目次／明治記録文學年表（稻村徹元・森崎冨美子・山口美代子編）
97. 明治戦争文学集 - 肉彈　桜井忠温／此一戰　水野広徳／從軍三年（抄）　渋川玄耳／旅順籠城劍と戀（抄）　レンガード／陣中書簡（坪内鋭雄）／冥鳥（山本露葉）／白雲（児玉花外）／奉天附近大會戰雜記（加茂鉄城）／功七級のアイヌ人北風磯吉（左剣生）／寺崎廣業氏（從軍實話）（寺崎広業）／敵國の一年有半（抄）（伊藤久吉郎）／秘密探偵捕虜美人談／露（大石霧山）／武雄さん！（齋藤東華）／第一砲車（加藤荊峰）／露皇后に奉る（松浦きぬ）／波艦隊を迎ふる歌（神尾幽泉）／一人の日本兵士（サー、エドウヰン、アーノルド）／問はでもしるき北京城（フオン、カール、フローレンツ）　※『銃後』序（大隈重信）／“櫻井中尉宛書簡”（セオドル、ルースヴエルト）／銃後題言七則（森林太郎）／『肉彈』ドイツ語版序文（Ａ・シンチンガー）／水野少佐の『此一戰』（田山花袋）／東京だより（徳富蘇峰）／解題（木村毅）／年譜（海老原惇・松下芳男・田熊渭津子編）／參考文獻（木村毅編）
98. 明治文学回顧録集（一） - 私の見た明治文壇（抄）　野崎左文／半峯昔ばなし（抄）　高田早苗述／雪嶺自傳　三宅雪嶺／硯友社文學運動の追憶　丸岡九華／默歩七十年より　星野天知／おもひ出す人々　内田魯庵　※解題（紅野敏郎）／略歴（岡保生・佐藤能丸・石丸久・歌田久彦編）
99. 明治文学回顧録集（二） - 東京の三十年　田山花袋／明治還魂紙　笹川臨風／明治文壇囘顧録　後藤宙外／飛雲抄（抄）　蒲原有明／創作苦心談　新聲社編纂／唾玉集（抄）　伊原青々園・後藤宙外編　※解題（竹盛天雄）／略歴（岡保生・伊原昭・紅野敏郎編）／明治文學囘顧録書目（尾形國治編）
100. 別巻 総索引 - 索引／總目次／總目次索引（總目次本文著作名索引／總目次研究著作名索引／總目次本文著者名索引／總目次研究著者名索引／總目次編集關係者名索引）

## 関連事項
- 近代日本思想大系
- 現代日本文学大系
- 新日本古典文学大系　明治編